# Liste der Naturdenkmale in Halver
Die Liste der Naturdenkmale in Halver enthält die Naturdenkmale in Halver im Märkischen Kreis in Nordrhein-Westfalen.

## Naturdenkmale
| Bild           | Bezeichnung                           | Ortsteil           | Lage                                                                                                 | Bemerkung | Unter Schutz gestellt seit | Nummer    |
| -------------- | ------------------------------------- | ------------------ | --- | --- | -------------------------- | --------- |
|                | 1 Linde                               | Othmaringhausen    | Westlich Othmaringhausen 3 (51° 13′ 18,6″ N, 7° 30′ 35,9″ O)                                         | Landschaftsprägender Einzelbaum mit einem geschätzten Alter von 164 Jahren (2021). | 1964                       | ND 65/290 |
|                | 1 Eiche                               | Niederlangenscheid | Nordnordöstlich der Hofanlage Langenscheid 1 (51° 12′ 9″ N, 7° 30′ 24,5″ O)                          | Prägender Hofbaum mit einem geschätzten Alter von 214 Jahren (2021). | 1964                       | ND 67/293 |
| weitere Bilder | Hülsengelände „Im Keller“ (2 Flächen) | Oberhövel          | Westlich und nördlich Oberhövel 1 (51° 11′ 14,1″ N, 7° 28′ 7,2″ O) (51° 11′ 20,2″ N, 7° 28′ 18,5″ O) | |                            | ND 74/387 |
|                | Quarzblock                            | Auf der Mark       | Marker Berg (51° 10′ 18,1″ N, 7° 30′ 13,3″ O)                                                        | Der Quarzblock befindet sich im Waldgebiet nördlich des Steinbruchs und nordnordwestlich der ehemaligen Grubenfelder Einigkeit und Johann Bernhard. Er liegt knapp im „Naturschutzgebiet Wilde Ennepe“, südlich der Ennepe und östlich des dortigen Ortsrundwanderweges A2. | 1964                       | ND 54/276 |
| weitere Bilder | Quarzblock                            | Auf der Mark       | Marker Berg (51° 10′ 15,4″ N, 7° 30′ 15,3″ O)                                                        | Der Quarzblock befindet sich im Waldgebiet etwa 120 Meter nördlich des Steinbruchs und nordnordwestlich der ehemaligen Grubenfelder Einigkeit und Johann Bernhard, östlich des dortigen Ortsrundwanderweges A2.                                                             | 1964                       | ND 55/277 |
|                | Hülsensträucher                       | Auf der Mark       | Westlich der Gebäude Auf der Mark 2/4 (51° 10′ 11,9″ N, 7° 30′ 27″ O)                                | |                            | ND 68/275 |
| weitere Bilder | Quarzblockfeld                        | Auf der Mark       | Westlich der Gebäude Auf der Mark 2/4 (51° 10′ 10,2″ N, 7° 30′ 18,6″ O)                              | |                            | ND 69/324 |
|                | 1 Bergahorn                           | Bergfeld           | Bergfeld 1 (51° 10′ 13,1″ N, 7° 31′ 17,4″ O)                                                         | Prägender Hofbaum mit einem geschätzten Alter von 164 Jahren (2021). | 1964                       | ND 53/274 |
|                | 1 Esche                               | Halver             | Südstraße 20 (51° 11′ 7,1″ N, 7° 30′ 1,3″ O)                                                         | Prägender Straßenbaum mit einem geschätzten Alter von 134 Jahren (2021). | 1964                       | ND 70/333 |
| weitere Bilder | Hälversprung                          | Howarde            | Südsüdöstlich Zum Hälversprung 11 (51° 11′ 5,2″ N, 7° 30′ 56,7″ O)                                   | Beim Hälversprung handelt es sich um die Quelle der Hälver, die sich im Waldgebiet etwa 180 Meter südlich der Fischteiche an der Straße Zum Hälversprung befindet. |                            | ND 52/273 |
|                | 1 Eiche                               | Schlachtenrade     | Östlich Schlachtenrade 2 (51° 8′ 31,7″ N, 7° 29′ 32,7″ O)                                            | Prägender Hofbaum mit einem geschätzten Alter von 164 Jahren (2021). | 1964                       | ND 60/283 |
| weitere Bilder | Höhle Halver Hülloch                  | Löhbach            | Nördlich Löhbach 11 (51° 11′ 58,5″ N, 7° 29′ 1,2″ O)                                                 | Bei der Höhle handelt es sich um eine nicht erschlossene Großhöhle mit 655 Meter Ganglänge. Der mit einer Stahltür verschlossene Eingang befindet sich in einem mit altem Kalk-Buchenwald bewachsenen ehemaligen Steinbruch.                                                |                            | ND 73/336 |